# Neoconocephalus creusae
Neoconocephalus creusae är en insektsart som beskrevs av Piza Jr. 1970. Neoconocephalus creusae ingår i släktet Neoconocephalus och familjen vårtbitare. Inga underarter finns listade i Catalogue of Life.